# Palenque (plaats)
Palenque is een stad in de Mexicaanse deelstaat Chiapas. Palenque is de hoofdplaats van de gelijknamige gemeente en heeft ongeveer 40.000 inwoners. Palenque is vooral bekend vanwege de archeologische vindplaats Palenque die vlakbij ligt.

## Geologie
Nabij Palenque komt de geologische formatie Tenejapa-Lacandón-formatie aan de oppervlakte met afzettingen uit het Vroeg-Paleoceen.

## Galerij

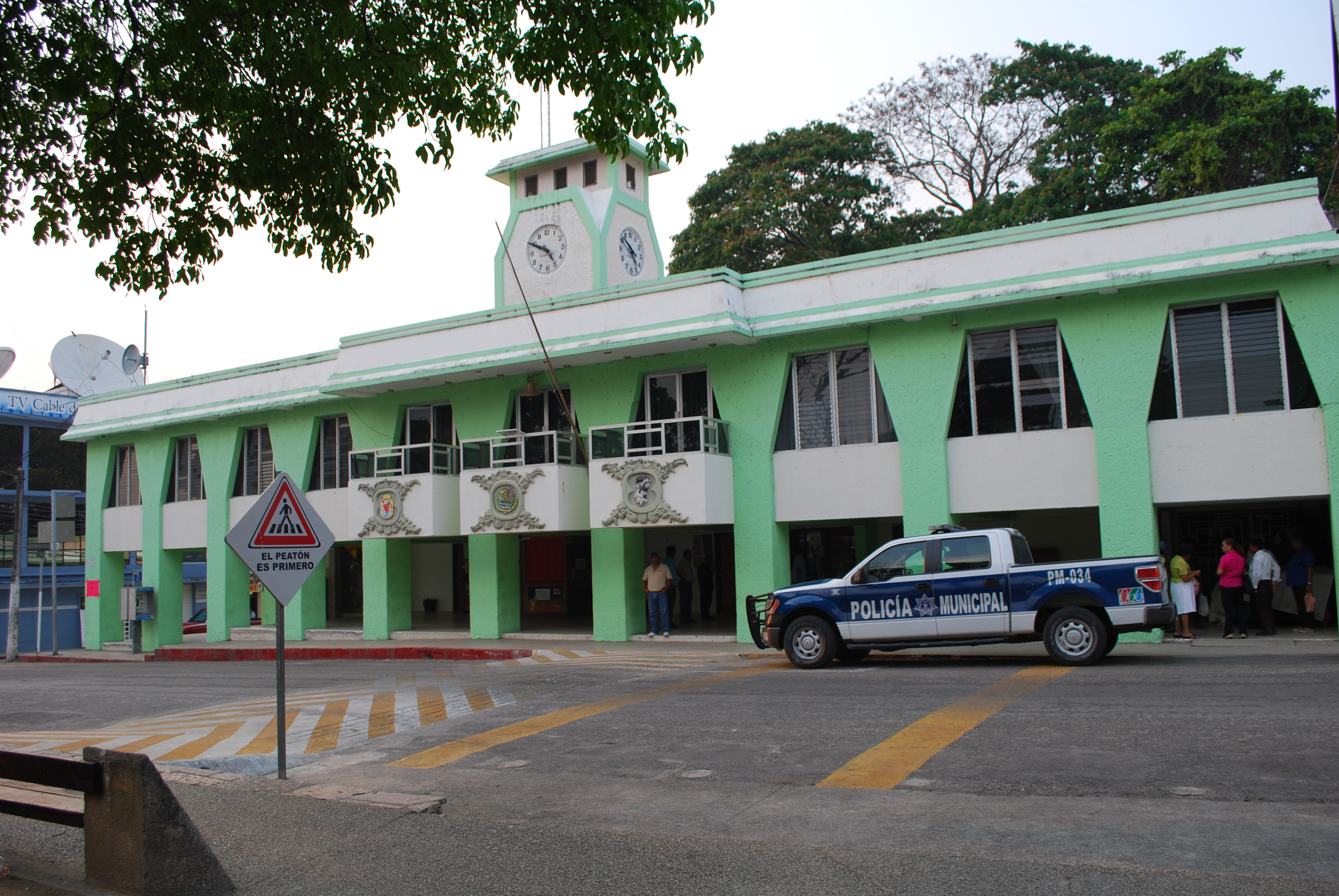
Palacio Municipal
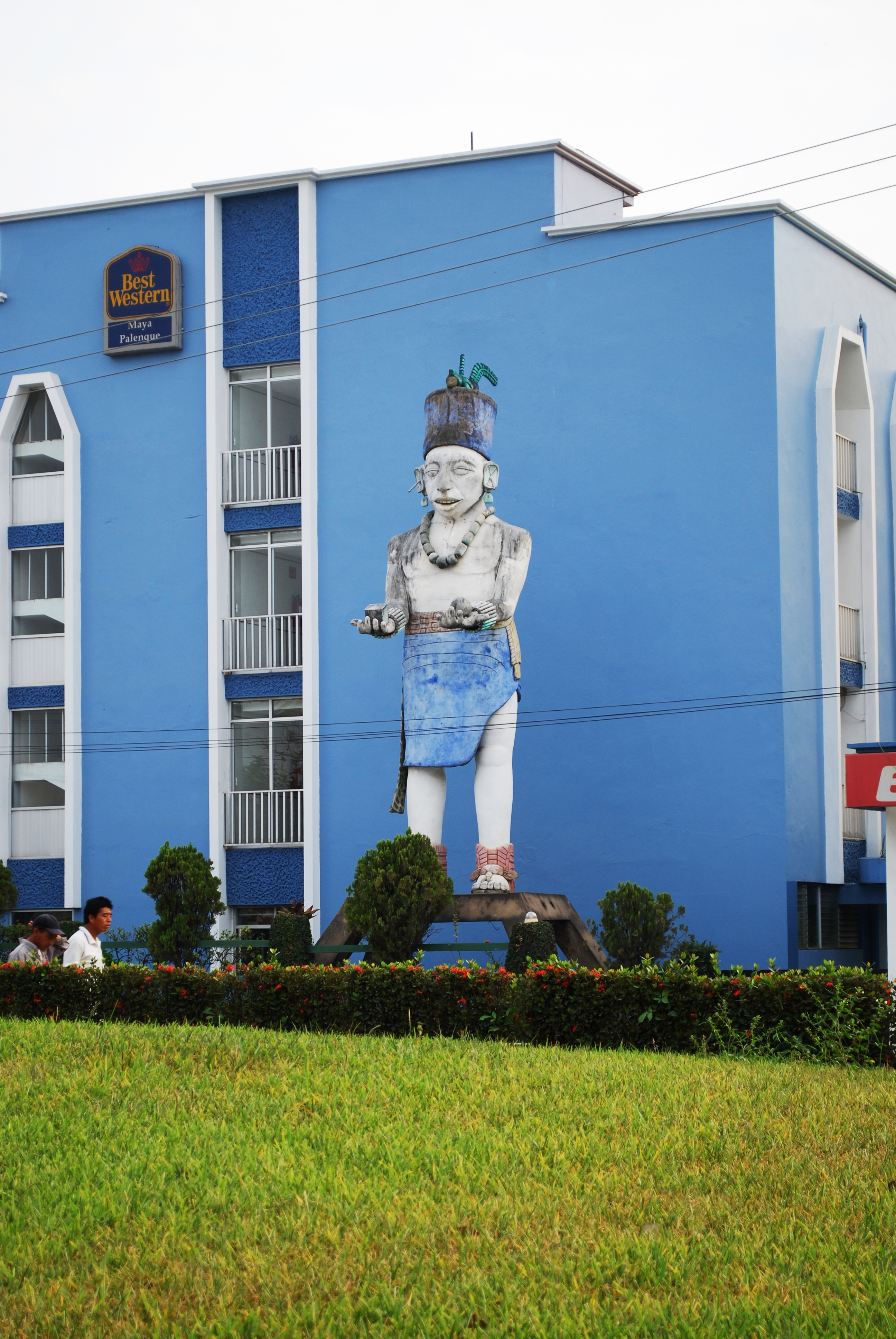
Mata figuur op hotel
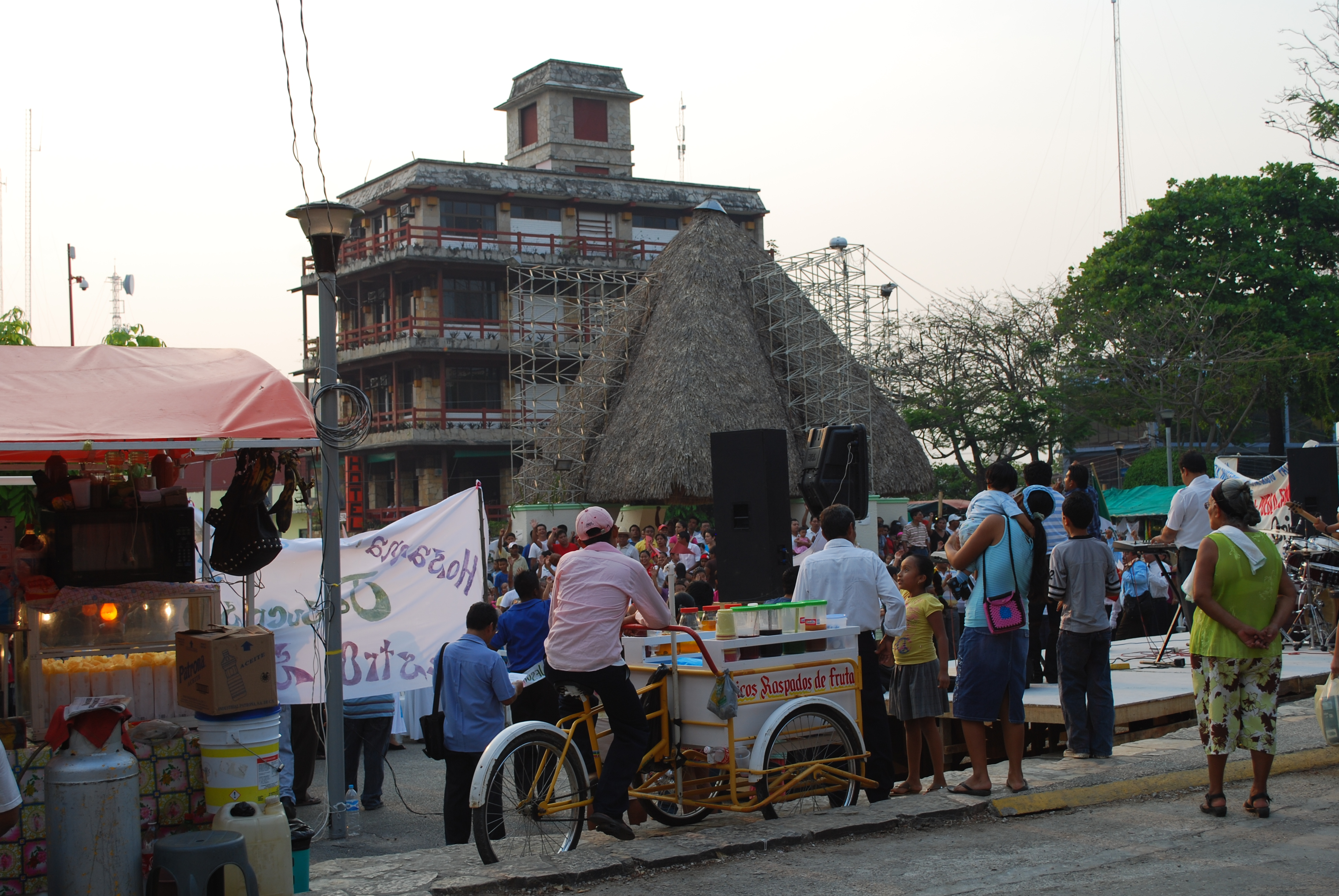
Plaza in Palenque
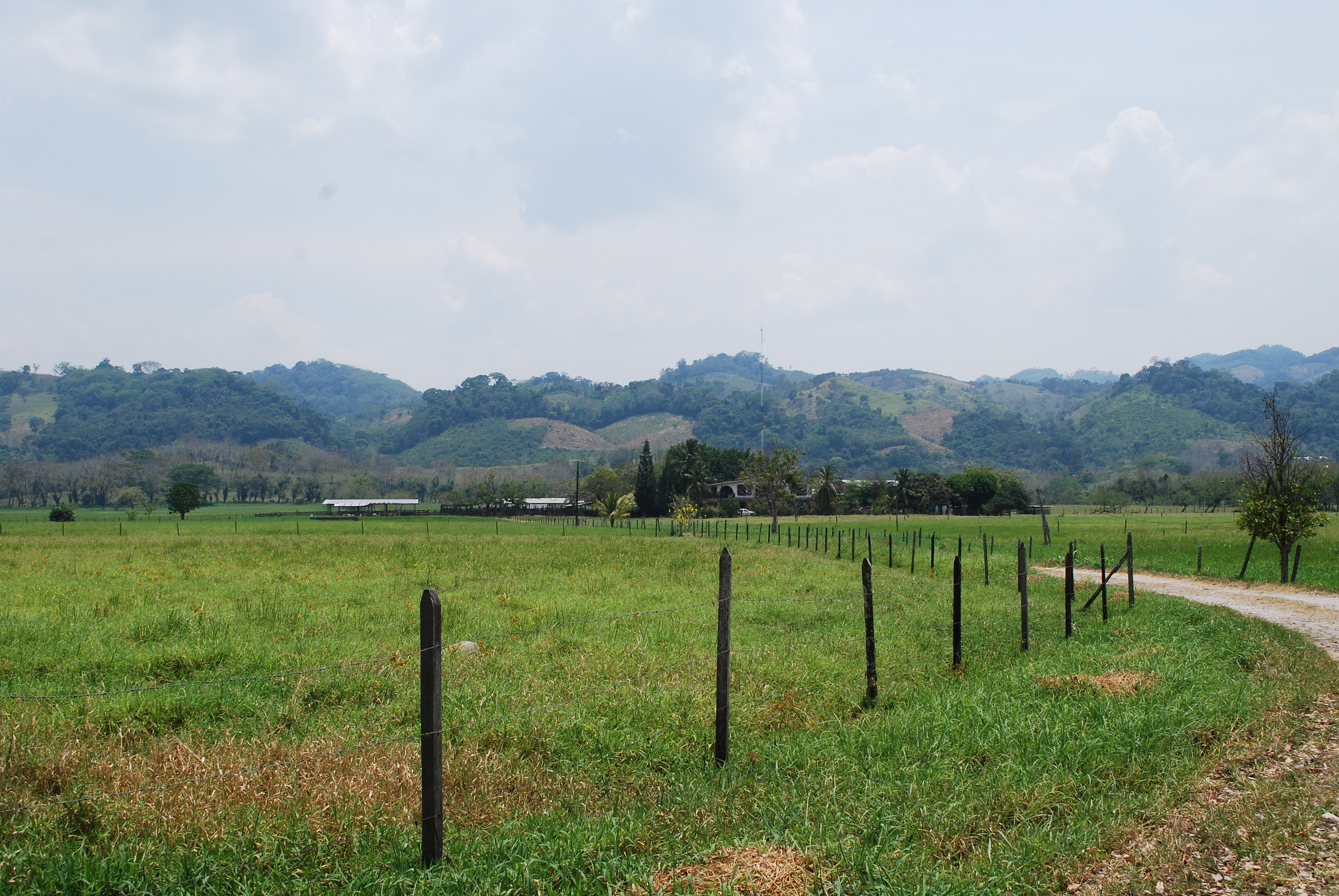
Ranch
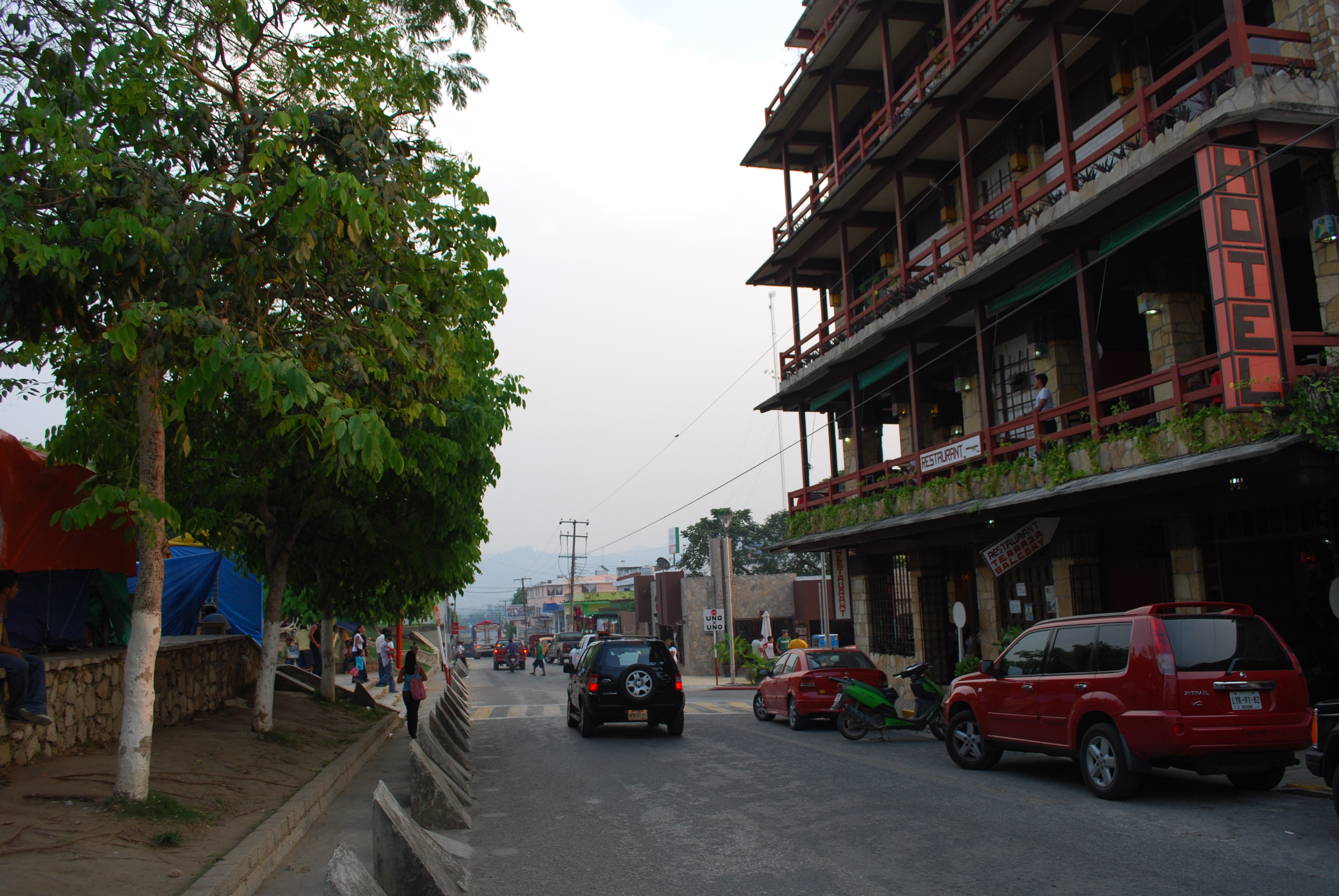
Central North straat
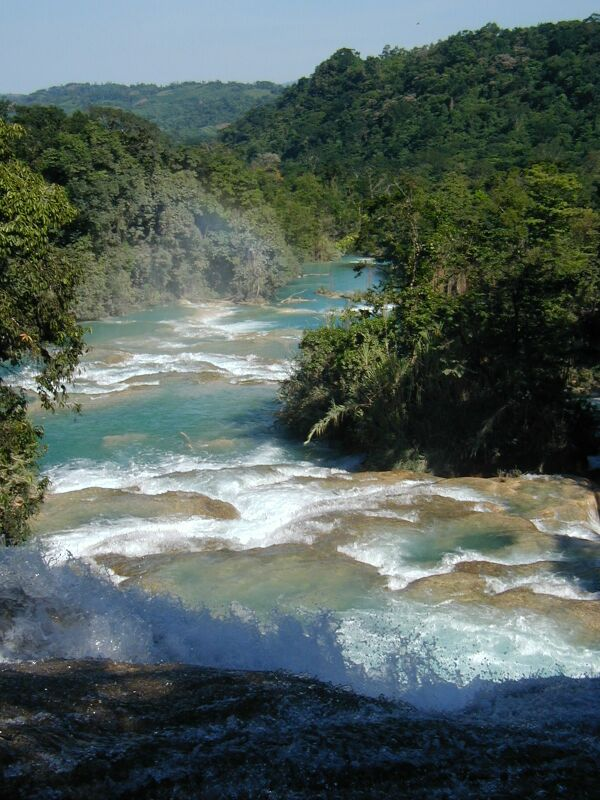
Aqua Azul cascade
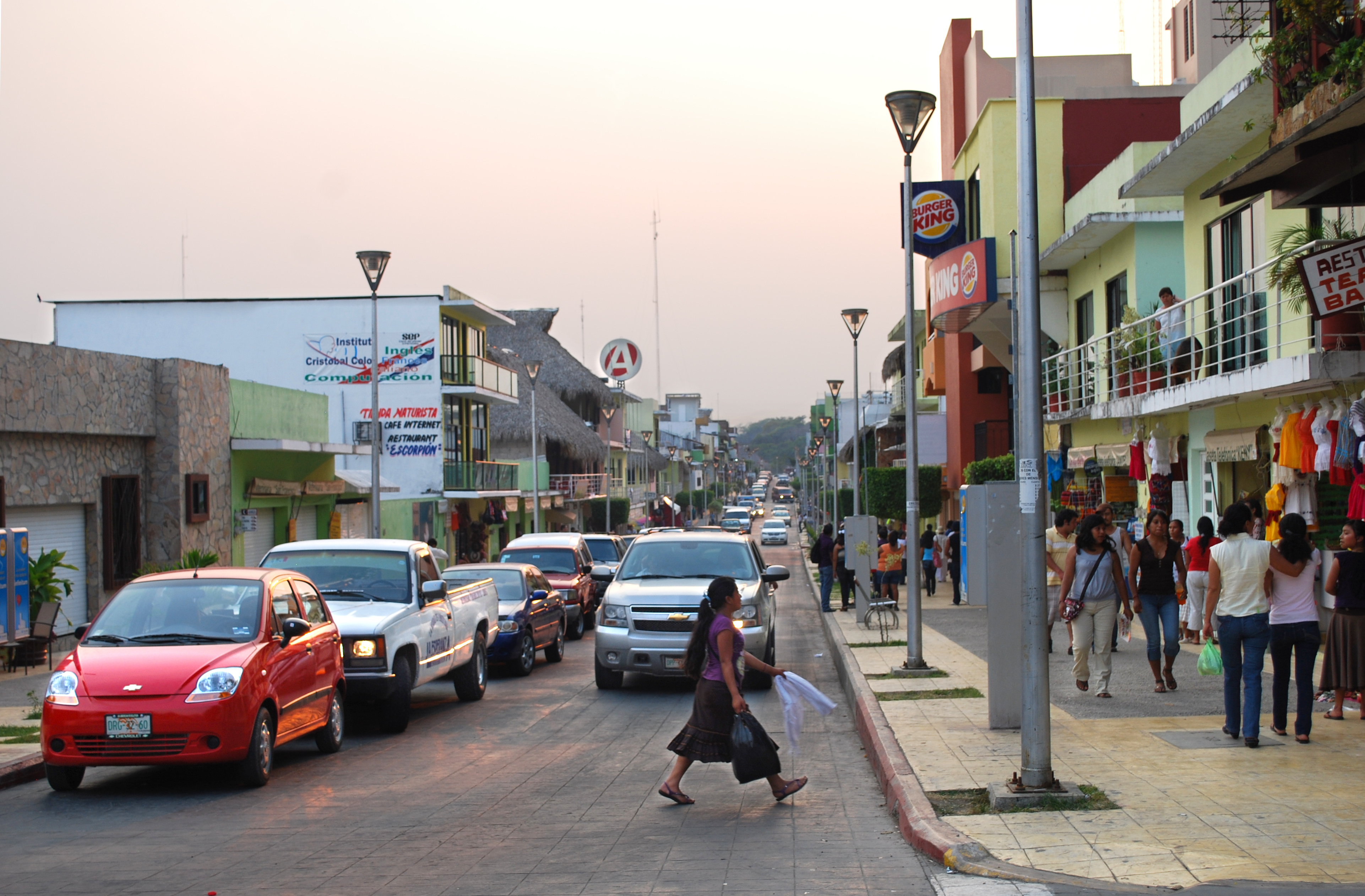
Benito Juarez straat